# Torreorgaz
Torreorgaz es un municipio y localidad española de la provincia de Cáceres, en la comunidad autónoma de Extremadura. El término municipal tiene una población de 1676 habitantes (INE 2024).

## Geografía física

### Localización
Torreorgaz está situada a 16 km de la capital Cáceres, entre los 420 y los 440 m s. n. m. de altitud. El término municipal se sitúa en la extensa penillanura cacereña, con un relieve prácticamente llano, salvo algunas ondulaciones, compuesto por pizarra, esquisto, grauvaca y granito. Estos materiales han estado expuestos a la erosión a lo largo de millones de años, por ello en la actualidad la región tiene aspecto peniaplanado.

### Clima
Se caracteriza por un clima mediterráneo, de variedad subtropical, donde la temperatura media anual es de 15,4 °C, con unos inviernos suaves (8,1 °C de media) y unos veranos secos y calurosos (24,1 °C de media estival), que en ocasiones presentan temperaturas máximas absolutas que oscilan los 40 °C durante el día. La oscilación térmica es de 17,6 °C, lo que provoca una irregularidad anual de las temperaturas.

## Naturaleza

### Fauna y flora
El municipio presenta una vegetación mediterránea, en la que destaca la encina y el matorral como jaras, retamas y la escoba blanca al sur del término (zona de 440 m s. n. m. aprox.). Esta zona del Calvario hasta la Zafra, presenta materiales con afloramientos. En la zona norte hay una gran superficie de pastos, que sirven de aprovechamiento de ganado ovino, vacuno, y en menor medida de equino (zona del cementerio, la cual corresponde con la penillanura cacereña).

## Historia

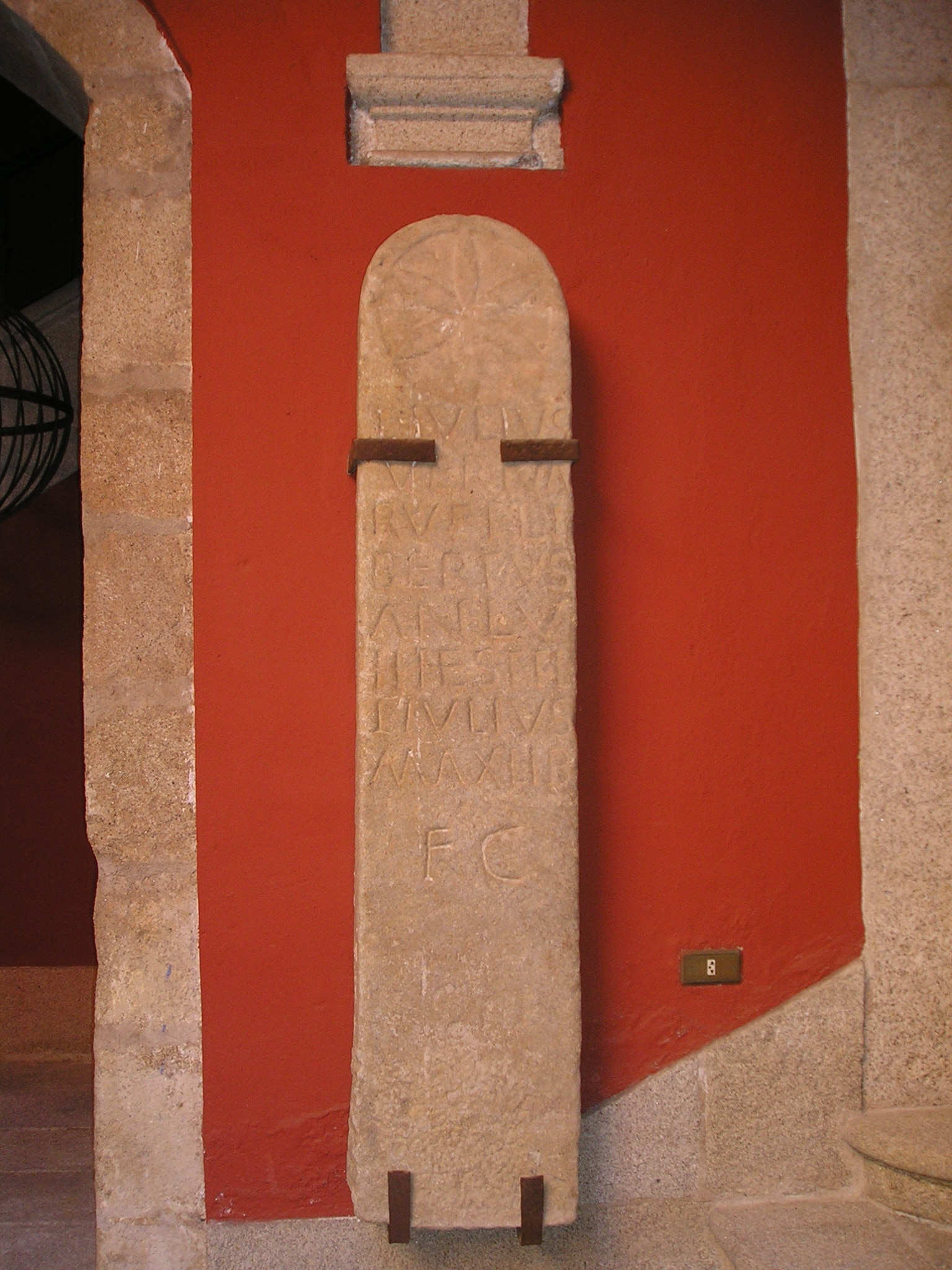
Epitafio romano procedente de Torreorgaz, depositado en el Parador Nacional de Cáceres.

El arte se manifiesta en Torreorgaz mediante una arquitectura de tradición popular con características propias tales como la cubierta de teja curva, fachadas encaladas y balcones de mampostería o forja. También existen ejemplos de las antiguas fuentes populares de las cuales se obtenía el agua para uso doméstico. No faltan algunos edificios correspondientes a la arquitectura civil de carácter noble en cuya fachada aún se observan los escudos nobiliarios de antiguos propietarios.
En 2007 se encontraron restos arqueológicos importantes, suelos de chozos y hachas de la edad de bronce.
En 1594 era conocida como Torre de Aolgaz y formaba parte de la Tierra de Cáceres en la provincia de Trujillo. Muy cerca está el castillo de Torrecilla de Lagartera, que data del siglo XIV, desde donde se divisa el embalse del río Salor así como la parte alta de su cuenca.

## Demografía
Torreorgaz cuenta con una población de 1676 habitantes (INE 2024).
| Gráfica de evolución demográfica de Torreorgaz entre 1842 y 2021                                                                                                  |
| |
| Población de derecho según los censos de población del INE Población de hecho según los censos de población del INEEn este censo se denominaba Torre Orgaz: 1842. |

## Economía
Torreorgaz tiene un pasado estrictamente agrario. En la actualidad solo un pequeño porcentaje de la población adulta se dedica a esta actividad. La población joven debido a factores como la proximidad con Cáceres y la falta de atractivo del trabajo agrícola, desarrolla su actividad en la capital realizando migraciones diarias entre el lugar de trabajo (Cáceres) y el lugar de residencia (Torreorgaz). Debido a la inexistencia o falta de diversos servicios y equipamientos de distintos tipos el municipio está obligado a mantener una dependencia estrecha con Cáceres. En la actualidad se mantiene el aprovechamiento de ganado ovino, vacuno, y en menor medida de equino.

## Transportes

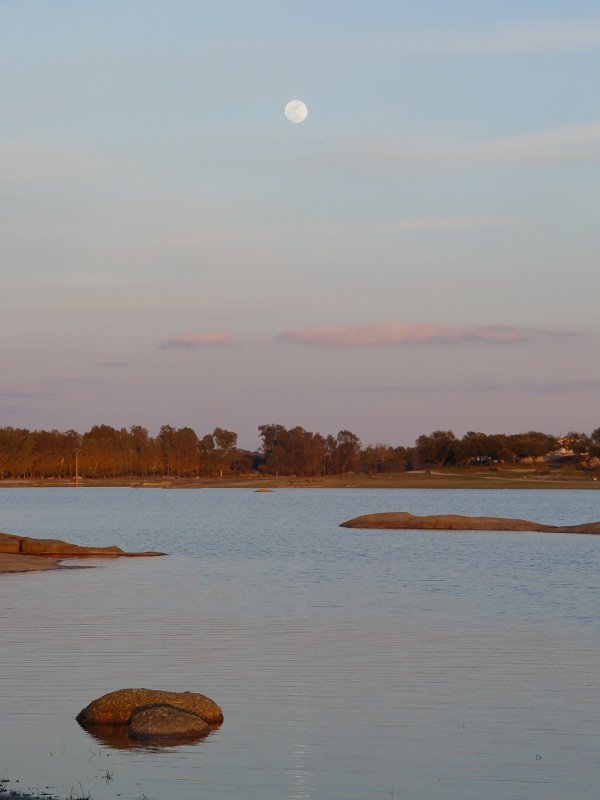
Pantano al atardecer.

Al noreste de la localidad pasa la carretera EX-206, que une Cáceres con Miajadas. Al sur de la localidad sale la CC-142 o carretera del Pantano, que lleva a Valdesalor.

## Patrimonio

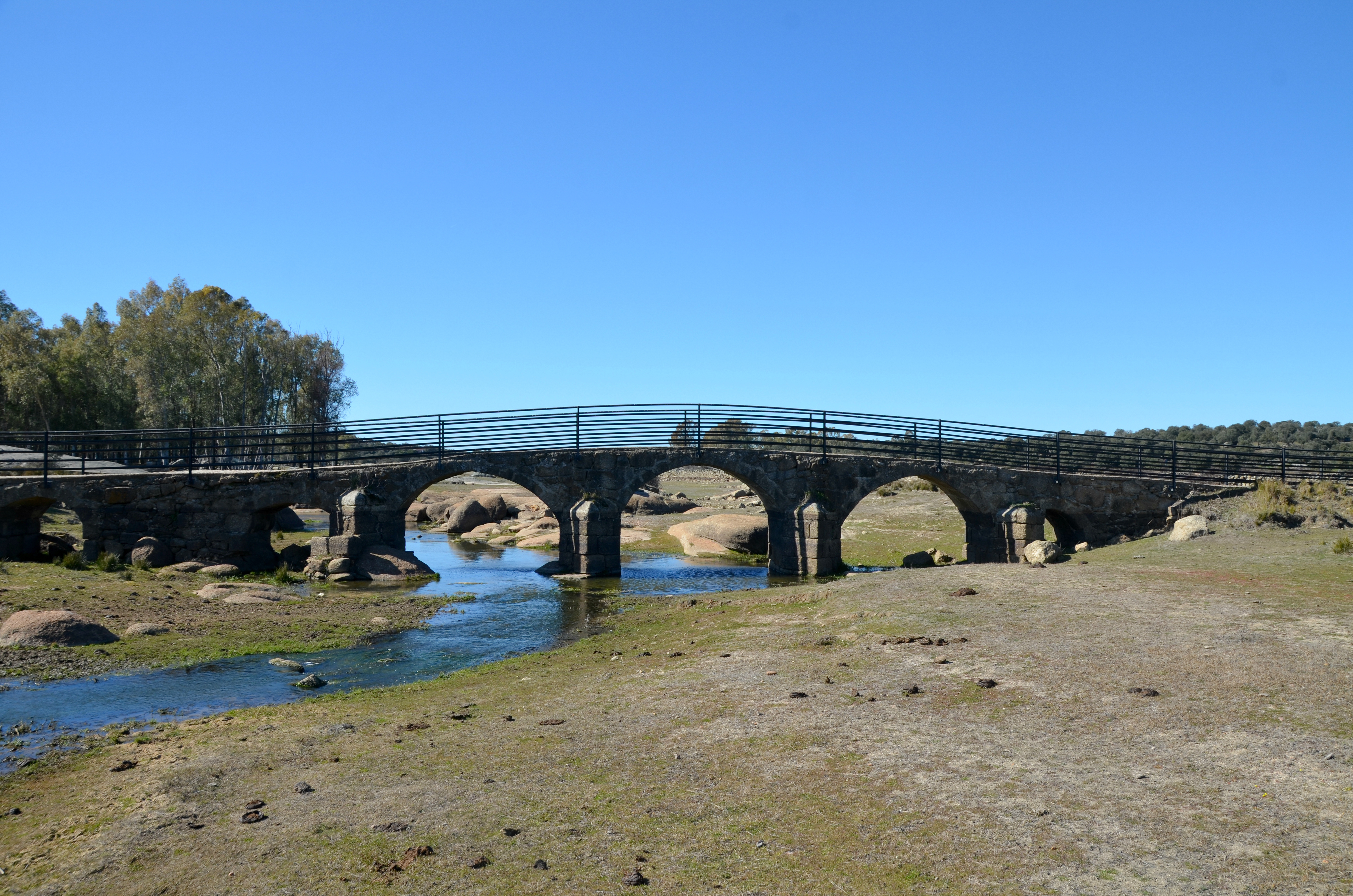
Puente en la provincia

### Iglesia de  san Pedro
Iglesia parroquial católica bajo la advocación de  san Pedro Apóstol, en la diócesis de Coria-Cáceres. El templo de  san Pedro está situado en el centro del espacio urbano, con una plaza atrio frente a su fachada principal. Es una iglesia de irregular apariencia como consecuencia de las diferentes etapas constructivas que ha conocido. La parte más antigua se corresponde con la cabecera, de planta rectangular y bóveda de crucería de estilo gótico que puede fecharse en la primera mitad del siglo XVI. Al siglo XVII puede adscribirse la estructura barroca de la única nave del templo, cubierta con bóvedas de cañón con lunetos y unos muros que jalonan gruesos contrafuertes exteriores. Aloja en su interior un retablo rococó sin policromar ni dorar dispuesto en el presbiterio. A la iglesia se adhieren una capilla, la sacristía y la torre del campanario.
Otras edificios religiosos importantes son las modestas ermitas del Calvario y Humilladero, construcciones propias del barroco popular del siglo XVIII.

### Castillo del Cachorro
El castillo del Cachorro es un castillo del siglo XV ubicado al norte del río Salor y al suroeste de la localidad de Torreorgaz.

## Cultura

### Festividades

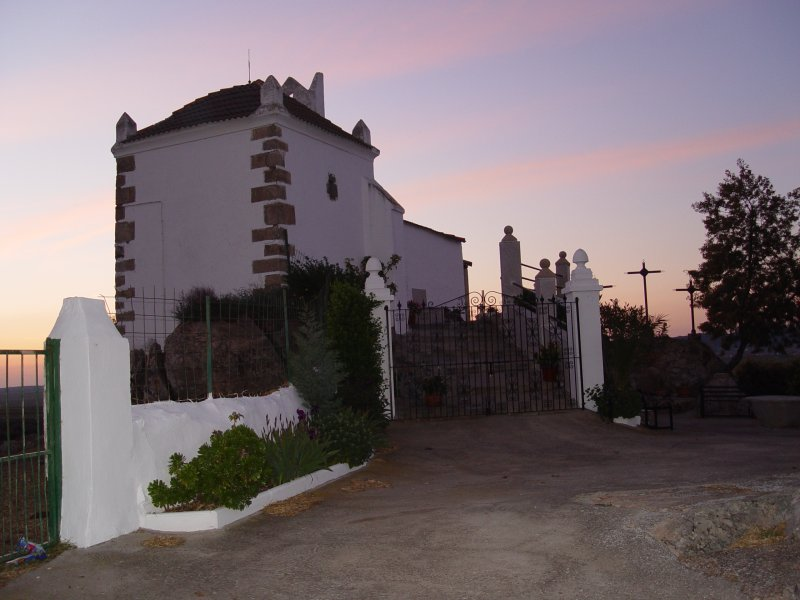
Calvario.

Fiesta en honor a San Blas (3 de febrero)
Las fiestas populares comienzan con Las Candelas y  san Blas, el 2 y el 3 de febrero respectivamente, festividad muy arraigada en Torreorgaz por ser el patrón de la localidad. La víspera de  san Blas se toca la velá y el día de su festividad se celebra la misa, ofrenda y procesión por la mañana y por la tarde el ofertorio, un pasacalles con música por el pueblo en el que las mujeres portan a la cabeza un tablero cargado de bollos que se venderán en la plaza, junto con la subasta de otros presentes que se le ofrecen al  santo. A partir de las doce de la noche los mozos pintan a las mozas la cara con una corcha quemada haciendo honor a  san Blasino.
Romería de  san Isidro (15 de mayo)
Fiesta en honor a la Virgen de la Soledad (15 de agosto)
La fiesta por excelencia en esta localidad es la de Nuestra Señora de la Asunción, que se celebra a mediados de agosto con una semana de fiestas. Por ello, se engalanan las calles y se da la bienvenida a los emigrantes. Durante estos días se puede disfrutar de actividades culturales como representaciones teatrales, carreras de cintas a caballo, bailes regionales, exposiciones de artesanía y actuaciones musicales sin olvidarnos de los espectáculos taurinos y las capeas al estilo tradicional como la famosa vaquilla del aguardiente. Hasta el día 15 de agosto que se celebra la misa, procesión y ofertorio en honor a la Virgen de la Asunción.

### Gastronomía
En  san Isidro, la panadería prepara unos Bollos del Calvario.